# Посольство України в Республіці Корея
Посольство України в Республіці Корея (кор. 주한 우크라이나 대사관)— дипломатична місія України в Республіці Корея, знаходиться в Сеулі.

## Завдання посольства
Основне завдання Посольства України в Сеулі представляти інтереси України, сприяти розвиткові політичних, економічних, культурних, наукових та інших зв'язків, а також захищати права та інтереси громадян і юридичних осіб України, які перебувають на території Республіки Корея.
Посольство сприяє розвиткові міждержавних відносин між Україною і Республіка Корея на всіх рівнях, з метою забезпечення гармонійного розвитку взаємних відносин, а також співробітництва з питань, що становлять взаємний інтерес. Посольство виконує також консульські функції.

## Історія дипломатичних відносин
Після проголошення незалежності Україною 24 серпня 1991 року Республіка Корея визнала Україну 30 грудня 1991 року. 10 лютого 1992 року між Україною та Південною Кореєю було встановлено дипломатичні відносини. З листопада 1992 року в Києві діє Посольство Республіки Корея. З жовтня 1997 року в Сеулі розпочало роботу Посольство України в Південній Кореї.

## Керівники дипломатичної місії
1. Резнік Михайло Борисович (1997—2001)
2. Фуркало Володимир Васильович (2001—2005)
3. Мушка Юрій Юрійович (2006—2008)
4. Бєлашов Володимир Євгенович (2008—2011)
5. Мармазов Василь Євгенович (2011—2017[2])
6. Горін Олександр Олегович (2017—2020)[3][4]
7. Пономаренко Дмитро Георгійович (2021—2025)[5][6]